# Les Avenières
Les Avenières és un municipi francès situat al departament de la Isèra i a la regió d'Alvèrnia-Roine-Alps. L'any 2007 tenia 4.980 habitants.

## Demografia

### Població
El 2007 la població de fet de Les Avenières era de 4.980 persones. Hi havia 2.002 famílies de les quals 554 eren unipersonals (251 homes vivint sols i 303 dones vivint soles), 625 parelles sense fills, 685 parelles amb fills i 138 famílies monoparentals amb fills.
La població ha evolucionat segons el següent gràfic:
Habitants censats

### Habitatges
El 2007 hi havia 2.414 habitatges, 2.038 eren l'habitatge principal de la família, 187 eren segones residències i 189 estaven desocupats. 1.877 eren cases i 499 eren apartaments. Dels 2.038 habitatges principals, 1.406 estaven ocupats pels seus propietaris, 599 estaven llogats i ocupats pels llogaters i 33 estaven cedits a títol gratuït; 48 tenien una cambra, 133 en tenien dues, 343 en tenien tres, 594 en tenien quatre i 920 en tenien cinc o més. 1.560 habitatges disposaven pel capbaix d'una plaça de pàrquing. A 833 habitatges hi havia un automòbil i a 994 n'hi havia dos o més.

### Piràmide de població
La piràmide de població per edats i sexe el 2009 era:
| Homes | Edats   | Dones |
| ----- | ------- | ----- |
| 0     | 95 o +  | 4     |
| 0     | 90 a 94 | 32    |
| 8     | 85 a 89 | 48    |
| 12    | 80 a 84 | 28    |
| 84    | 75 a 79 | 96    |
| 64    | 70 a 74 | 84    |
| 140   | 65 a 69 | 128   |
| 100   | 60 a 64 | 144   |
| 108   | 55 a 59 | 108   |
| 152   | 50 a 54 | 144   |
| 132   | 45 a 49 | 116   |
| 180   | 40 a 44 | 152   |
| 160   | 35 a 39 | 152   |
| 132   | 30 a 34 | 184   |
| 148   | 25 a 29 | 120   |
| 120   | 20 a 24 | 104   |
| 156   | 15 a 19 | 136   |
| 168   | 10 a 14 | 136   |
| 136   | 5 a 9   | 152   |
| 124   | 0 a 4   | 96    |

## Economia
El 2007 la població en edat de treballar era de 3.124 persones, 2.287 eren actives i 837 eren inactives. De les 2.287 persones actives 2.002 estaven ocupades (1.113 homes i 889 dones) i 285 estaven aturades (118 homes i 167 dones). De les 837 persones inactives 316 estaven jubilades, 226 estaven estudiant i 295 estaven classificades com a «altres inactius».

### Ingressos
El 2009 a Les Avenières hi havia 2.148 unitats fiscals que integraven 5.418,5 persones, la mediana anual d'ingressos fiscals per persona era de 17.078 €.

### Activitats econòmiques
Dels 238 establiments que hi havia el 2007, 5 eren d'empreses alimentàries, 15 d'empreses de fabricació d'altres productes industrials, 37 d'empreses de construcció, 57 d'empreses de comerç i reparació d'automòbils, 6 d'empreses de transport, 15 d'empreses d'hostatgeria i restauració, 5 d'empreses d'informació i comunicació, 10 d'empreses financeres, 21 d'empreses immobiliàries, 21 d'empreses de serveis, 24 d'entitats de l'administració pública i 22 d'empreses classificades com a «altres activitats de serveis».
Dels 75 establiments de servei als particulars que hi havia el 2009, 1 era una oficina d'administració d'Hisenda pública, 1 gendarmeria, 1 oficina de correu, 5 oficines bancàries, 1 funerària, 7 tallers de reparació d'automòbils i de material agrícola, 1 taller d'inspecció tècnica de vehicles, 1 autoescola, 7 paletes, 5 guixaires pintors, 11 fusteries, 6 lampisteries, 3 electricistes, 6 perruqueries, 1 veterinari, 1 agència de treball temporal, 6 restaurants, 7 agències immobiliàries, 2 tintoreries i 2 salons de bellesa.
Dels 22 establiments comercials que hi havia el 2009, 1 era un supermercat, 1 una botiga de menys de 120 m², 4 fleques, 2 carnisseries, 3 llibreries, 4 botigues de roba, 1 una sabateria, 1 una botiga d'electrodomèstics, 2 drogueries i 3 floristeries.
L'any 2000 a Les Avenières hi havia 49 explotacions agrícoles que ocupaven un total de 1.274 hectàrees.

## Equipaments sanitaris i escolars
El 2009 hi havia 2 farmàcies i 2 ambulàncies.
El 2009 hi havia 3 escoles elementals. Les Avenières disposava d'un col·legi d'educació secundària amb 498 alumnes.

## Poblacions més properes
El següent diagrama mostra les poblacions més properes.